# Самит (Орегон)
Самит (енгл. Summit) насељено је место без административног статуса у америчкој савезној држави Орегон.

## Демографија
По попису из 2010. године број становника је 82.
| Група             | 2000.    | 2010.      |
| Белци             | 0 (0,0%) | 70 (85,4%) |
| Афроамериканци    | 0 (0,0%) | 0 (0,0%)   |
| Азијати           | 0 (0,0%) | 0 (0,0%)   |
| Хиспаноамериканци | 0 (0,0%) | 9 (11,0%)  |
| Укупно            | 0        | 82         |